# Гинтаиси
 Гинтаиси (маньчж. ; ? — 29 сентября 1619), известен как Цзин-тайши (кит. трад. 金台石, 錦台什) или Цзин-тайцзи (кит. трад. 金台吉) — чжурчжэньский бэйлэ (вождь) племенной конфедерации Ехэ (1609—1619).

## Биография
Младший брат и преемник бэйлэ Наримбулу (? — 1609), вождя племенной конфедерации Ехэ.
В 1613 году Бучжаньтай, бэйлэ племени Ула, бежал на территорию племени Ехэ после поражения от армии Нурхаци. Гинтаиси предоставил ему защиту, и когда на него уже напал Нурхаци, он обратился за помощью к Минской империи. В 1615 году Гинтаиси пытался умиротворить монгольские племена на западе, выдав свою двоюродную сестру (которая восемнадцать лет назад была обещана Нурхаци) монгольскому бейле из Халхи. Союз с китайцами в итоге оказался тщетным соглашением, так как в 1619 году Нурхаци разгромил большую китайскую армию вместе с её сторонниками из племени ехэ в битве при Сарху. После победы Нурхаци осадил Гинтаиси в его собственной крепости. Несмотря на попытки урегулирования со стороны сына Нурхаци, Хун Тайчжи, который также был племянником Гинтаиси, осада продолжалась до тех пор, пока и Гинтаиси, и его двоюродный брат Буянгту (布揚古) не были захвачены в плен. Гинтаиси либо казнили через повешение, либо он покончил с собой.
С его смертью независимое существование племени Ехэ подошло к концу, и последние из племен чжурчжэней, входившее в состав Хулуньского объединения, перешло под контроль Нурхаци, но многие из его членов, включая его потомков, стали заметными на службе у Нурхаци и последующих маньчжурских императоров. Даже вдовствующая императрица Цыси вела свое происхождение от разделения клана Нара на Ехэ и признала Янггину, отца Гинтаиси, своим великим предком.